# 선더 보드

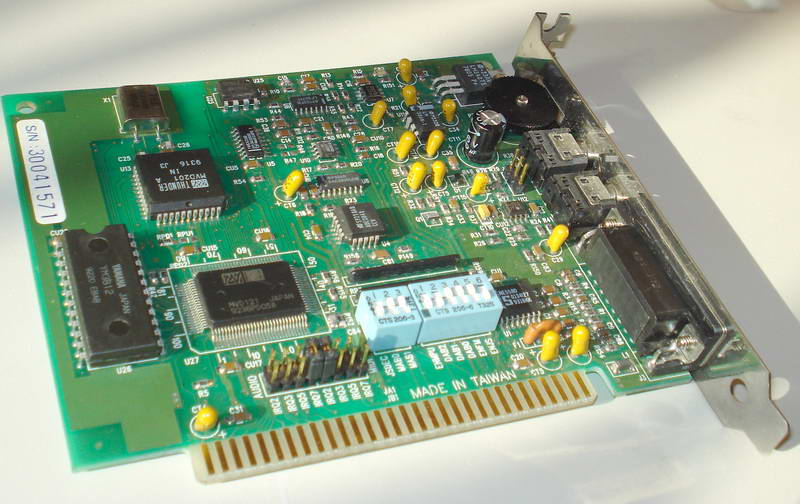
선더 보드 사운드 카드

선더 보드(Thunder Board)는 사운드 블라스터 기능을 제공했던 미디어 비전의 8비트 모노 사운드 카드였다. 다른 기능으로는 다음과 같다:
- VOC 파일의 8비트 모노 녹음 및 재생
- OPL2 FM 신지타이징
- 2 와트 출력
- 조이스틱 포트
- 8 비트 ISA 버스
- 소리 크기 제어
- 전원 출력 잭
- 마이크 입력 잭